# Jerzy Mikke

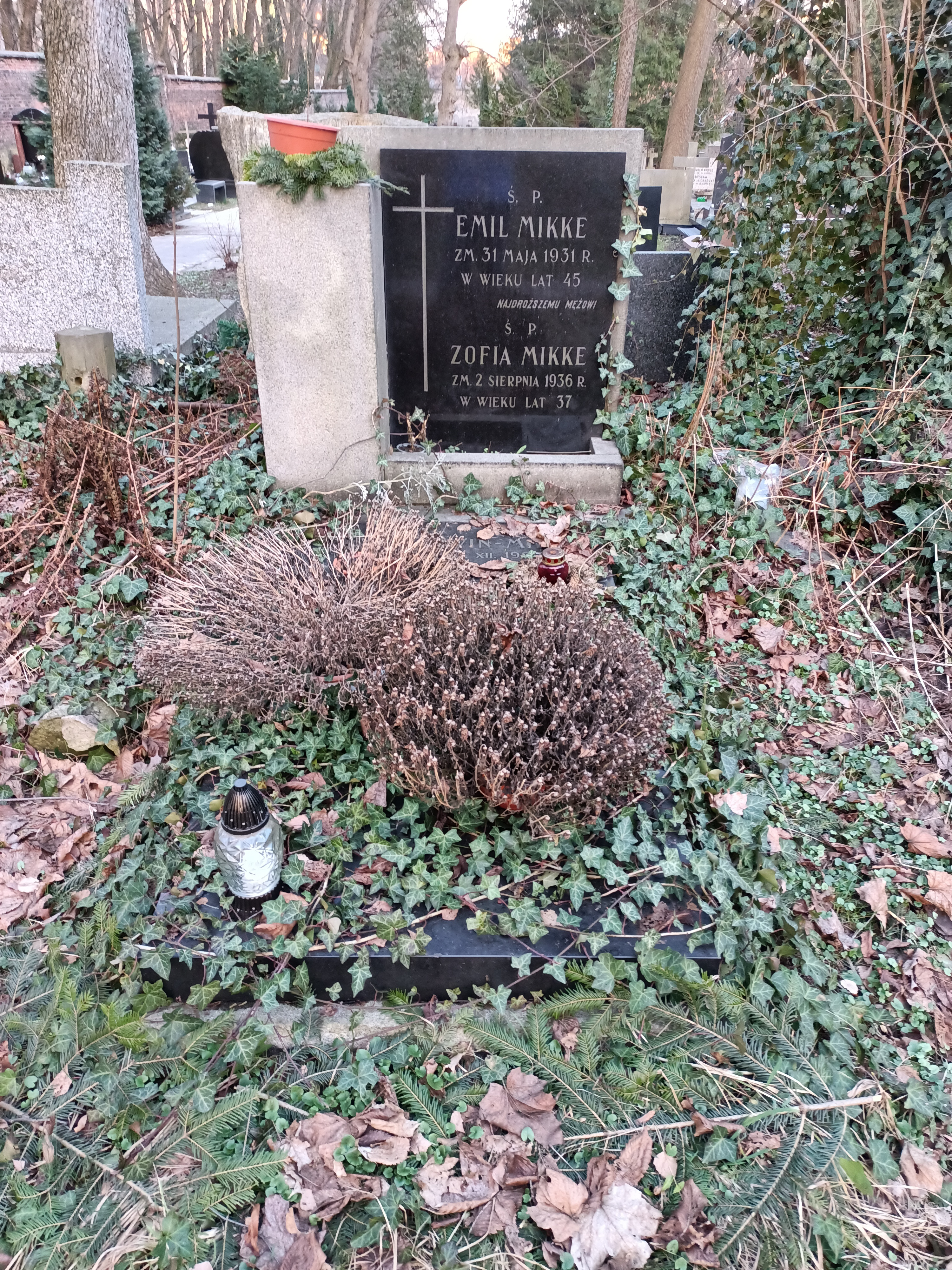
Grób Jerzego Mikke na cmentarzu ewangelicko-augsburskim

Jerzy Mikke (ur. 7 maja 1920 w Warszawie, zm. 1 grudnia 1999 tamże) – polski historyk, publicysta, pisarz, działach ruchu katolicko-społecznego, redaktor „Przeglądu Katolickiego”.

## Życie i działalność
Urodził się w rodzinie wyznania ewangelicko-augsburskiego wywodzącej się z Śląska (oryginalne brzmienie nazwiska – Mücke), w XVIII w. osiadłej w wielkopolskim Bojanowie, a od połowy XIX w. również w Warszawie. Jego rodzicami byli Emil Karol Mikke i Zofia z d. Weber, a krewnym Janusz Korwin-Mikke. Uczestnik antyniemieckiej konspiracji (pseudonimy: „Ostoja”, „Kamieniecki”), w czasie powstania warszawskiego żołnierz Armii Krajowej (3. Batalion pancerny „Golski”). Autor audycji radiowych, sztuk teatralnych i telewizyjnych, publicystyki społeczno-kulturalnej i historycznej. W latach 70. związany z Konwersatorium Doświadczenie i Przyszłość, w sierpniu 1980 r. przez krótki czas jako ekspert wspierał gdański Międzyzakładowy Komitet Strajkowy. W latach 1984–90 redaktor „Przeglądu Katolickiego” oraz uczestnik Klubu Myśli Politycznej Dziekania. Pochowany na cmentarzu ewangelicko-augsburskim w Warszawie.

## Twórczość

### Książki
- 1973: Wizerunki ludzi myślących;
- 1982: Wizerunki ludzi myślących (wydanie 2 poszerzone)
- 1983: "Szli krzycząc: Polska" czyli O Nocy Listopadowej – inaczej;
- 1994: Chwała i zdrada.

### Dramaty
- 1980: Listopad 1830;
- 1980: Niebezpiecznie Panie Mochnacki;
- 1989: Ostatni z Jagiellonów.